# 講武所
講武所（こうぶしょ）は、幕末に江戸幕府が設置した武芸訓練機関である。諸役人、旗本・御家人、およびその子弟が対象で、剣術をはじめ、洋式調練・砲術などを教授した。はじめ江戸の築地鉄砲洲に置かれ講武場として発足、のちに神田小川町に移転する。

## 歴史
相次ぐ外国船の来航や、列強の近代的軍装に刺激された幕府の幕政改革・軍制改革に伴い、ペリーの第2回次来航があった嘉永7年5月（1854年、安政元年）に、男谷信友（精一郎）の提案により阿部正弘が安政の改革の一環として、現在の浜離宮の南側に大筒4挺ほどの操練場を作った。正式には、安政3年（1856年）4月に講武場として築地の佐倉藩の中屋敷跡地に開場し、剣術11名、槍術10名、砲術14名が教授方に任命された講武所の設立を建白した男谷信友（精一郎）は講武所と頭取に任ぜられた（総裁の次が頭取）。剣術の教授方は、戸田八郎左衛門（田宮流）、松下誠一郎（心形刀流）、榊原鍵吉（直心影流）、藤田泰一郎（神道無念流）、本目鑓次郎（直心影流）、三橋虎蔵（心形刀流）、伊庭惣太郎（心形刀流）、松平主税之助（柳剛流）、今堀千五百蔵（神陰流）、近藤弥之助（一刀流忠弥流）、井上八郎（北辰一刀流）の11名である。
まもなく築地は軍艦操練所となり、同年4月に軍備増強の一環として幕府が創設した講武所を改組。万延2年（1861年）に現日本大学法学部図書館のある水道橋内三崎町二丁目の地に講武所を建設し武芸の講習所とし、慶応2年（1866年）11月には廃止。陸軍所に吸収されて砲術訓練所となる。
明治23年（1890）には、陸軍練兵場（旧・講武所）が三菱社に払い下げられ、市街地としての三崎町の開発が行われる。劇場の三崎三座（東京座、三崎座、川上座）や神田パノラマ館ができ、日本法律学校（現・日本大学）も移転した。
講武所は、弓術・砲術・槍術・剣術・柔術部門に分かれ（のちに弓術部門と柔術部門は廃止　文久2年（1864年）9月）、総裁2名、各部門に師範役が1名ずつ、そしてその下に教授方が置かれていた。総裁には、旗本の跡部良弼と土岐頼旨、教授には、幕臣の高島秋帆・下曽根信敦・男谷信友・勝海舟・榊原鍵吉・窪田清音・伊庭秀俊・大村益次郎（村田蔵六）らがなった。

## 講武所髷
江戸末期流行した月代を剃る面積を縮小した男性の丁髷（銀杏髷）。

## 花街
講武所があったことから、神田の花街も「講武所」と呼ばれた。幕末から明治にかけてできた花街で、大正9年の警察の記録には、89人の芸者がいたとされる。講武所（今の外神田1丁目あたり）の北、2～3丁目あたりが花街で、明治10年創業の新開花（元・開花楼）は当時から続く店と言われている。